# Stams
Stams település Ausztria tartományának, Tirolnak a Imsti járásában fekszik. Területe 33,56 km², lakosainak száma 1548 fő, népsűrűsége pedig 52 fő/km² (2022. január 1-jén). A település 672 méteres tengerszint feletti magasságban helyezkedik el.

## Fordítás
- Ez a szócikk részben vagy egészben  a   Stams című angol Wikipédia-szócikk ezen változatának fordításán alapul.  Az eredeti cikk szerkesztőit annak laptörténete sorolja fel. Ez a jelzés csupán a megfogalmazás eredetét és a szerzői jogokat jelzi, nem szolgál a cikkben szereplő információk forrásmegjelöléseként.